# Aimee Lou Wood

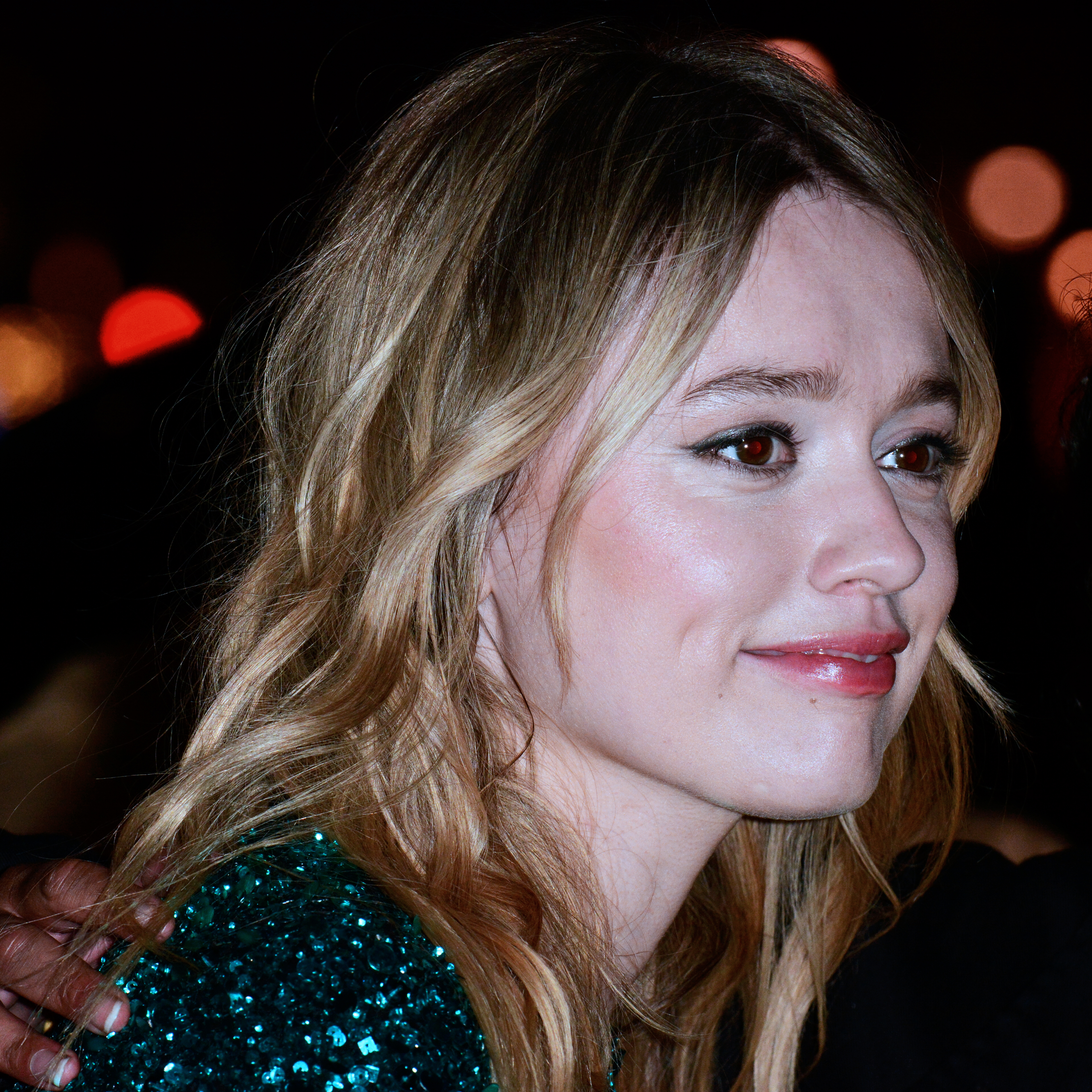
Aimee Lou Wood (2023)

Aimee Lou Wood (* 3. Februar 1994 in Stockport, Greater Manchester) ist eine britische Schauspielerin.

## Leben und Karriere
Aimee Lou Wood studierte Schauspiel an der Royal Academy of Dramatic Art (RADA). 2017 schloss sie ihr Studium mit einem Bachelor of Arts ab.
Während ihrer Studienzeit an der RADA spielte Wood in mehreren Theaterstücken und Kurzfilmen mit. Von 2019 bis 2023 spielte sie die Hauptrolle der Aimee Gibbs in der Comedyserie Sex Education. 2023 wurde sie bei den BAFTA Awards für den Rising Star Award nominiert.
Wood war bis März 2020 mit ihrem Schauspielkollegen Connor Swindells liiert, der ebenfalls in Sex Education mitspielte.

## Filmografie (Auswahl)
- 2019–2023: Sex Education (Fernsehserie, 32 Folgen)
- 2021: Die wundersame Welt des Louis Wain (The Electrical Life of Louis Wain)
- 2022: Living – Einmal wirklich leben (Living)
- 2023–2024: Alice & Jack (TV-Miniserie, 6 Folgen)
- 2024: Seize Them!
- 2024: Daddy Issues (Fernsehserie, 6 Folgen)
- 2025: Toxic Town (TV-Miniserie, 4 Folgen)
- 2025: The White Lotus (Fernsehserie)

## Theatrografie
- 2016–2017: Handmaiden in Mary Stuart, Almeida Theatre, London
- 2017: Laura in People, Places and Things, Tournee im Vereinigten Königreich
- 2018–2019: Effie in Downstate, Steppenwolf Upstairs Theatre, Chicago; Royal National Theatre, London
- 2020: Sonya in Uncle Vanya, Harold Pinter Theatre, London
- 2023: Sally Bowles in Cabaret, Playhouse Theatre, London

## Auszeichnungen
British Academy Film Award
- 2023: Nominierung als Beste Nachwuchsdarstellerin

British Independent Film Award
- 2022: Nominierung als Beste Nebendarstellerin (Living – Einmal wirklich leben)[7]